# Fred Phelps
Fred Phelps (ur. 13 listopada 1929 w Meridian, Missisipi, zm. 19 marca 2014 w Kansas) – amerykański prawnik, pastor oraz założyciel Westboro Baptist Church. Zyskał rozgłos dzięki agresywnym antyhomoseksualnym pikietom oraz mowom nienawiści.
W Stanach Zjednoczonych był postacią kontrowersyjną, nawet w środowiskach konserwatywnych baptystów wzbudzał niechęć. Phelps był wyznawcą skrajnego kalwinizmu, wierzył w predestynację, uważał, że Bóg już od początku przeznacza wybranych do zbawienia, a pozostałych do potępienia. Arminianizm uważał za herezję.
Phelps uważał, że osoby homoseksualne są największym złem tego świata i że wszyscy oni pójdą do piekła. Uważał, że Bóg nienawidzi Ameryki za to, że toleruje ona homoseksualizm. Twierdził, że wszelkie nieszczęścia, do jakich dochodzi na świecie, są karą Boską za homoseksualizm, wzrastającą tolerancję wobec niego oraz tzw. propagandę homoseksualną. Założony przez niego Kościół zasłynął z agresywnych demonstracji organizowanych na paradach gejowskich, pogrzebach zmarłych żołnierzy, bądź zamordowanych osób orientacji homoseksualnej. Na transparentach widniały takie napisy jak God hates fags (Bóg nienawidzi pedałów) czy Thank God for Dead soldiers (Dzięki Bogu za zabitych żołnierzy). Zakładał również strony internetowe propagujące nienawiść wobec homoseksualizmu, a także katolicyzmu i islamu. Uważał, że osoby homoseksualne powinny być karane przez rząd śmiercią.
Phelps startował w wyborach do senatu w Kansas w 1992.
Jeden z jego synów, Nathan został ateistą i działaczem na rzecz praw osób homoseksualnych.